# Solar 2 (jogo eletrônico)
Solar 2 é um jogo eletrônico de mundo aberto desenvolvido pelo estúdio de videogames de Jay Watts, Murudai. Ele foi lançado em 17 de junho de 2011 em Steam para o Microsoft Windows e, em 19 de junho de 2011 no Xbox Live Indie Games para o Xbox 360. O jogo foi desenvolvido com as ferramentas Microsoft XNA, e seu desenvolvimento foi inspirado por jogos indie, tais como Flow. O jogo segue o jogador em suas missões para acumular massa o suficiente para se tornar vários objetos astronômicos, que acaba se tornando um big crunch, que, em seguida, produz um Big Bang.
O jogo é uma sequela para Solar (2009), e apresenta a maioria dos mesmos elementos de jogabilidade de seu antecessor, porém expandiu-se e poliu-se consideravelmente. Ele foi desenvolvido ao longo de dez meses, e inclui uma trilha composta pelo músico e designer de som JP Neufeld. Solar 2 recebeu pontos positivos, principalmente das resenhas do jornalistas de videogame, numa pontuação de 72 de 100 no total do site Metacritic. Ele foi premiado primeiramente em 2011, ganhando a competição da Microsoft Dream Build Play, e foi um dos videogames que se apresentou no 10º Penny Arcade Expo.

## Jogabilidade
Solar 2 é um videogame em mundo aberto reproduzido a partir de duas dimensões. O jogador é um asteroide, e a sua principal missão é acumular o massa o suficiente para se tornar vários objetos astronômicos. O jogo termina quando o jogador conseguir acumular massa o suficiente para se tornar um big crunch. No entanto, o jogador é livre para não terminar o jogo, e é capaz de ficar em forma do objeto de sua preferência. Seis diferentes objetos estão disponíveis no jogo: pequeno planeta, planeta com vida, a pequena estrela, média estrela, grande estrela e buraco negro.
O ambiente do jogo se passa em um espaço sem fronteiras e gerado aleatoriamente no universo, cheios de asteroides, planetas, estrelas e sistemas solares. Formas de vida também estão presentes no jogo. Eles aparecem em planetas suficientemente grandes para armazenar a vida, e são representados por uma variedade de naves de diferentes tamanho e poder de ataque. Se as naves espaciais são de cor verde, elas pertencem ao planeta ou sistema que pertence ao jogador; se são vermelhas elas pertencem a um planeta ou sistema inimigo; e brancas, se elas não pertencem a nenhum planeta ou sistema. Todas as naves espaciais no mapa são controlados pela inteligência artificial (AI), e elas constantemente se envolvem em combate contra naves inimigas, asteroides ou planetas para destruí-los.
No início do jogo, o jogador acumula massa pela colisão de seu asteroide contra outros asteroides, até que uma quantidade suficiente de massa foi recolhida para se tornar um planeta pequeno. A partir daí, o jogador tem de absorver outros asteroides para fazer o seu planeta crescer o suficiente para dar vida ao planeta; bater contra outros objetos diminui a massa do jogador. Neste ponto, as formas de vida irão evoluir no planeta, e criarão naves espaciais, escudos planetários e canhões. Se o jogador deseja, ele pode acumular mais massa até seu planeta torna-se uma estrela. As formas de vida irão desaparecer, mas o jogador será capaz de atrair planetas para formar um sistema solar, aumentar ainda mais a estrela pela absorção de outros planetas, ou uma combinação de ambos. O jogador também pode criar multi-sistemas estelares selecionando os planetas de seu sistema e fazê-los absorverem asteroides até tornar-se outra estrela.
Crescendo, a estrela vai aumentar a sua força gravitacional, o que aumenta o número de planetas que o sistema solar pode ter. Eles também serão capazes de atrair sistemas solares compostos de estrelas com massa menor do que a do jogador, ou ser atraído para as estrelas com maior massa. Se ambas as estrelas colidem, elas serão reduzidos a um menor tamanho, dentro do mesmo tipo de objeto. Por exemplo, se o jogador controla uma pequena estrela, e colide contra uma média estrela, o jogador vai ser desintegrado, enquanto a estrela controlada por AI vai ser reduzida a uma pequena estrela. Depois de virar uma estrela, se tornar um planeta com vida não é mais possível, como também um pequeno planeta não será reduzido ao seu antecessor, o asteroide. Nestes casos, o jogador será respawnado, com massa aleatória, perto do lugar onde eles colidiram.
Solar 2 também inclui uma variedade de conquistas e missões que podem ser jogadas a qualquer momento. Missões podem ser encontradas seguindo as setas direcionais na interface, e a AI mantém o registo das missões. O jogo também mantém o registro de diversas conquistas que o jogador tenha alcançado, tais como a distância percorrida, a quantidade de objetos e inimigos destruídos pelo jogador, ou naves pertencentes ao jogador. Solar 2 permite que o jogador para salve o progresso a qualquer momento. O recurso "Salvar o sistema" também está presente; ele permite que o jogador salve configurações específicas de estrelas e planetas que o jogador criou. O jogador pode respawnar em um deles a qualquer momento.

## Desenvolvimento
Solar 2 foi desenvolvido por Jay Watts em seu estúdio de videogame Murudai. Watts, que recebeu uma licenciatura em biotecnologia a partir de um colégio australiano, não tinha nenhum conhecimento anterior de desenvolvimento de jogo antes da codificação do antecessor de Solar 2, Solar, para o Xbox 360. o desenvolvimento de Solar começou em julho de 2008, como um jogo de Flash. Muitos dos principais elementos de jogabilidade destacados na sequela, como o sandbox infinito, foram pensados durante este intervalo de tempo. Em uma entrevista com FleshEatingZipper, Watts revelou que o jogo indie da Thatgamecompany Flow foi uma inspiração para ele: "Eu adorei a simplicidade do jogo e a atmosfera." Solar, lançado em 2009, tornou-se um sucesso comercial; vendeu 30.000 cópias e permitiu Watts trabalhar em tempo integral em sua sequela.
O desenvolvimento de Solar 2 durou por pelo menos dez meses. O jogo foi desenvolvido utilizando Microsoft XNA, um conjunto de ferramentas focadas em desenvolvimento de videojogos criado pela Microsoft. de acordo com Watts, Solar 2 foi "principalmente a expansão da [Solar] ideia original e polimento para a perfeição." no entanto, ele comentou que o conceito de ambos os jogos, tomou várias iterações para chegar a sua versão final: "eu joguei com muitas, muitas ideias antes de finalmente se estabelecer no que eu tenho agora." Músico e designer de som JP Neufeld compôs a trilha do jogo. De acordo com Watts, isto foi feito porque não havia "nenhuma forma de eu fazer uma música tão boa como ele pode." Tanto o Windows e a versão de Xbox 360 do jogo foram desenvolvidos simultaneamente. Sobre a versão para Xbox 360, Watts, comentou que "a falta de teclados e o envelhecimento Xbox 360 foi um pouco complicado, e atualizando a versão para Xbox é uma dor enorme para fazer."

## Lançamento
Solar 2 foi lançado em 17 de junho de 2011, sobre Steam para o Microsoft Windows e, em 19 de junho de 2011 no Xbox Live Indie Games para o Xbox 360. Em julho de 2012, Watts anunciou que ele estava trabalhando nas versões para Mac OS X e Linux do jogo. No entanto, dado que o jogo original foi desenvolvido utilizando o Windows só plataforma XNA, ele esperava que as portas para estar pronto em algum momento antes do final do ano. Em outubro de 2012, o Mac foi anunciado e lançado no Steam. A versão de iPad do jogo foi lançada em Março de 2013. Uma versão para Android também foi disponibilizada em Março de 2013.

## Recepção
Solar 2 recebeu uma resposta positiva dos jornalistas de videogame após o lançamento. No Metacritic, que atribui um padrão normal de 100 a opiniões de críticos, o jogo recebeu uma nota média de 72 com base em 8 avaliações. a Maior parte dos críticos elogiaram a jogabilidade baseada na física e trilha sonora, mas criticou as difíceis missões e a repetição do jogo. no entanto, o jogo ganhou US$20,000 no primeiro prêmio em 2011, na competição Microsoft Dream Build Play, e tornou-se finalista em 2011 no festival IndieCade. Solar 2 também estava entre os dez videogames Indie que se apresentaram no 10º Penny Arcade Expo, realizada em agosto de 2011.
IGN's Gold Goble criticou a dificuldade das missões, mas elogiou a banda sonora do jogo, que ele chamou de uma combinação de "New Age, Alan Parsons Project, Pink Floyd, 2001: Uma Odisséia no Espaço." Ele também destacou várias características que ele gostaria de ver no jogo, tais como um mais complexo Universo a explorar e a capacidade de controlar as formas de vida nos planetas controlados pelo jogador. Graham Smith da PC Gamer também foi crítico em relação a missões de dificuldade, embora concluiu que era "um bom preço para um universo." a GamePro's Nate Ralph mencionou as formas de vida como o único aspecto negativo do jogo.
O as versões para iPad e Android  do Solar 2 também foram bem recebidos. Aplicativo Spy's Andrew Nesvadba, em sua revisão da versão para iPad do jogo, destacou para o senso geral de que "nada do jogo se pode ser visto como um desperdício de tempo ou esforço", mas criticou a falta de controle sobre as formas de vida. Entretanto, Andrew Martonik a partir do Android Central reconheceu que Solar 2 tinha todos os elementos necessários para um grande jogo.